# 비볼셰비키 좌파 봉기
비볼셰비키 좌파 봉기(left-wing uprisings against the Bolsheviks)란 10월 혁명 직후부터 시작되어 러시아 내전기간 내내 계속된, 볼셰비키에 반대하는 다른 좌파 세력들이 일으킨 일련의 반란과 봉기 시도이다. 봉기 세력은 이것을 제1혁명(2월 혁명), 제2혁명(10월 혁명)에 뒤이은 제3혁명(Third Revolution)이라고 부르기도 했다. 소비에트 연방의 체제가 완전히 자리잡힌 뒤에도 처음 몇 년간 지속되었다.
농촌을 중시한 인민주의자인 사회혁명당(SR), 2월 혁명 때 러시아 공화국 임시정부를 지지하기를 거부하고 SR에서 분당한 친공산주의적인 사회혁명당 좌파(LSR), 비볼셰비키 공산주의자 및 중도좌파인 멘셰비키, 그리고 아나키스트들에 이르기까지 볼셰비키에 반대하는 좌파 세력은 다양했다.
봉기는 1918년에 시작되었고 1924년을 전후하여 모두 진압된 것으로 간주된다. 볼셰비키는 자신들에게 반대하는 세력들을 포섭하거나 설득하려 하지 않고 무력을 사용해 짓밟는 방법을 선택했다.

## 배경
1917년 2월 혁명이 일어난 뒤 성립된 러시아 공화국 임시정부는 제1차 세계 대전에 계속 참여하기로 했고, 멘셰비키와 사회주의혁명당(SR)은 이것을 지지했다. 한편 볼셰비키는 1차대전을 제국주의자들 사이의 전쟁이며 러시아에서는 혁명주의자들이 자국의 제국주의 정부에 대한 승리를 거두었다고 주정했다. 멘셰비키와 SR 내부에도 임시정부의 전쟁 지속 기조에 반대하는 분파가 있었지만 다수파가 아니었고 멘셰비키와 SR은 7월 정국 때 볼셰비키에 대한 임시정부의 억압을 지지했다.
1917년 11월 볼셰비키는 쿠데타에 가까운 10월 혁명으로 권력을 잡았다. 10월 혁명은 소수 직업혁명가들의 음모와 그것을 지지한 군사반란에 의한 것이었지만 다수 민중은 볼셰비키가 전쟁을 끝내줄 것을 기대하고 그들을 지지했으며 그러한 소망은 "평화, 토지, 식량"이라는 구호에서부터 예증되었다.

### 사회주의혁명당의 분열
볼셰비키는 SR 좌파와 마르토프의 멘셰비키 국제주의자들을 내각에 초대했다. 한편 SR 우파(트루도비키)와 나머지 멘셰비키들은 참여치 않았다. 곧 SR은 좌파와 우파로 분열되었고 다수파였던 SR 좌파는 볼셰비키의 내각 연정에 참여했다. 본래 SR은 농민 중심 인민주의 정당이었고, SR 좌파는 볼셰비키가 SR의 토지개혁을 즉시 실행해 줄 것을 기대했다. SR 좌파에게는 4개 인민위원직과 체카의 몇몇 고위직이 주어졌다. 하지만 전쟁의 지속 문제에 있어서는 좌파 SR은 여전히 볼셰비키와 의견을 달리했다.

### 극우정당 금지
이 시점에서 활동이 금지당한 정당은 흔히 검은 100인회라고도 하는 반유대주의 정당 러시아인 연합 하나 뿐이었다.

### 카자크 반란과 입헌민주당 금지
구 제국군 대장 알렉세이 막시모비치 칼레딘은 돈 카자크를 이끌고 볼셰비키에 반대하는 반란을 일으켰다. 이것이 최초의 백군으로, 곧 거의 천만 명 가까운 사람이 죽은 러시아 내전의 시작을 의미하는 것이었다. 볼셰비키는 내전을 조기 종식시키기 위해서라면 적색테러를 비롯한 수단과 방법을 가리지 않았다. 볼셰비키는 내전 중에 시작된 모든 반란을 그 실제 성향과는 관계없이 백군을 이롭게 하는 것이라고 간주했다.
입헌민주당과 SR, 멘셰비키 일부가 칼레딘의 반란을 지지했다. 이에 볼셰비키는 입헌민주당을 인민의 적으로 선포하고 활동을 금지시켰으며 “반혁명적 내전의 정치적 지도자들”을 체포할 것을 명했다. 볼셰비키는 SR과 멘셰비키에 대해서는 협상을 계속했고 이 둘은 아직 금지되지 않았다.

### 아나키스트의 분열
한편 아나키스트들도 사회주의혁명당과 마찬가지로 분열되었다. 일부는 볼셰비키를 지지하면서 내각에서 조그만 자리를 얻었고, 일부는 중립적이었으며, 일부는 격렬히 반대했다. 볼셰비키 내각을 지지한 아나키스트들은 반볼셰비키 아나키스트들에게 "소비에트 아나키스트"들이라고 불렸는데, 레닌은 1919년 8월 이들 소비에트 아나키스트들을 “소비에트 권력의 가장 열렬한 지지자들”이라고 칭찬했다.

### 제헌의회 해산
볼셰비키는 일찍이 임시정부에 반대하면서 제헌의회를 개회할 것을 줄곧 요구해 왔다. 그리고 10월 혁명으로 공화국 정부가 무너진 뒤 보통선거에 기반한 전러시아 제헌의회 총선이 열렸다. 제1당은 SR이었다. 그런데 당시 사용된 투표용지는 SR이 좌우파로 분당되기 전에 만들어진 것이었기에 우파 SR이 많은 의석을 얻게 되었다. SR 다수파인 SR 좌파는 소비에트에 친화적이었기에 이는 현실을 정확히 반영하지 못한 결과였다. 레닌은 《프라우다》에서 계급투쟁, 우크라이나의 민족주의, 칼레딘-입헌민주당파의 반란 등으로 인해 형식적 민주주의가 불가능하다고 주장했다. 레닌은 제헌의회가 소비에트 내각의 권위를 무조건적으로 받아들여야 하며 그렇지 않으면 "혁명적 수단"으로 처리될 것이라고 협박했다.
1917년 12월 30일, SR의 니콜라이 압크센티에프와 몇몇 추종자가 음모 혐의로 체포되었다. 이것은 볼셰비키가 다른 사회주의 정당을 억압하기 시작한 첫 사례였다. 《이스베치야》는 압크센티에프의 체포는 그의 제헌의회 의석과는 무관하다고 주장했다.
1918년 1월 4일, 전러시아 중앙집행위원회(VTsIK)는 “모든 권력을 제헌의회로”라는 구호가 반혁명적이며 “소비에트 타도”와 같은 의미라고 선언했다.

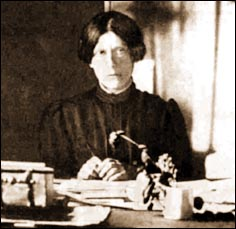
마리아 스피리도노바

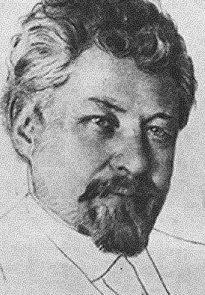
빅토르 체르노프

마침내 1918년 1월 18일 최초의 제헌의회가 개회했다. SR 우파의 빅토르 체르노프가 볼셰비키가 지지한 SR 좌파의 마리아 스피리도노바를 이기고 의장으로 선출되었다. 제헌의회 의원 다수는 소비에트 내각의 무조건적 권위 인정 요구를 거부했고, 이에 대해 볼셰비키와 좌파 SR은 퇴장으로 응답했다. 뒤이어 수병 젤레즈냐코프(Zheleznyakov)가 이끄는 무장 적위대가 의회를 해산시켰다. 이로써 제헌의회는 정확히 13시간(18일 오후 4시-19일 오전 5시)만에 해산당했다. 그와 동시에 제헌의회를 지지하는 시위도 무력 진압되었지만 사람들은 대체로 볼셰비키를 지지했기에 큰 저항은 없었다.
1918년 4월 중반, 체카의 자유지상주의적 사회주의자들에 대한 최초의 대규모 정치적 살해가 시작되었다. 1918년 5월 1일 모스크바에서는 아나키스트들과 경찰 사이에 회전이 벌어졌다(P.Avrich. G Maximoff).

### 멘셰비키와 SR 우파의 축출
3월 3일, 러시아가 독일 제국에게 사실상 항복하는 브레스트-리토프스크 조약이 조인되었다. SR 좌파는 조약의 결과 대규모의 영토를 포기해야 함에 반발했고, 그에 항의하는 의미에서 내각을 나갔다.
1918년 7월 4일, 제5차 전러시아 소비에트 대회가 열렸다. 총 의석 1132석 중 볼셰비키가 745석이었고 SR 좌파는 352석이었다. SR 좌파는 볼셰비키가 다른 정파를 사형을 통해 탄압하는 것과 브레스트-리토프스크 조약에 대해 항의했다. 볼셰비키는 6월 14일 SR 우파와 멘셰비키를 “노동자 농민에 대한 조직적 무장공격”을 꾀한 반혁명 행위에 관련되었다며 내각에서 축출했었다. SR 좌파는 반혁명을 막기 위한 초법적 처형에는 동의했지만 정당한 절차를 거쳐서 사형을 선고하는 사법살인에는 반대했다. 이런 기묘한 입장은 SR이 본래 테러리즘 조직에서 시작되었기 때문이라고 설명되기도 한다. 좌파 SR은 브레스트-리토프스크 조약에 강력히 반대했고, 우크라이나의 독일군을 공격하지 말라는 트로츠키의 고집에도 반대했다.

## 제헌의회파의 봉기
1918년 1월 19일 제헌의회가 해산되었을 때부터 의회해산에 대한 저항은 일찍이 시작되었다. 1918년 4월 모스크바에서 볼셰비키의 독재에 저항하는 민주주의자들이 재건연합이라는 비밀조직을 조직했다. 참여 세력은 대중사회주의자들, SR 우파, 방어주의자들 등이었다. 재건연합은 반볼셰비키 세력을 지원하여 자유민권, 애국주의, 국가의식에 기반한 러시아인 국가를 만듦으로써 "독일-볼셰비키"의 멍에로부터 해방되는 것을 목적으로 삼았다.
1918년 5월 7일 모스크바에서 사회주의혁명당의 제8당 평의회가 열렸고, 러시아를 구하기 위해 정치이념 및 계급적 이해를 우선 미루어 두어야 한다는 인식에 이르렀다. 그들은 러시아 제헌의회의 재소집을 목표로 볼셰비키에 반대하는 봉기를 시작하기로 했다. 준비가 이루어지는 와중이었던 1918년 5월 말-6월 초 시베리아, 우랄, 볼가 지역에서 체코슬로바키아 군단이 볼셰비키 지배를 전복시켰고 제헌의회파의 활동 중심지가 그리로 옮겨갔다. 1918년 6월 8일, 제헌의회 의원 다섯 명이 사마라에서 전러시아 제헌의회의원위원회(일명 코무치)를 만들고 코무치가 러시아의 새로운 최고 권위체라고 선언했다. 한편 블라디보스토크에서 봉기가 일어나면서 1918년 6월 29일 SR-멘셰비키의 임시 시베리아 정부가 만들어졌다.

## 사회주의혁명당의 봉기
소수의석이었기에 소비에트 대회에서 패배한 SR 좌파는 브레스트-리토프스크 조약을 파기시키기 위해 다른 수단을 동원하기로 했다. SR 좌파는 체카에 자리를 가지고 있던 점을 이용해 모스크바 주재 독일 대사 빌헬름 폰 미어바흐 백작을 1918년 7월 6일에 암살했다. SR 좌파 지도부는 이 암살로 자신들을 지지하는 대규모 대중봉기가 일어날 것이라고 생각했고, 독일과의 평화조약에 반대하는 봉기를 지도하는 것이 반드시 볼셰비키와 소비에트에 반대하는 행위가 될 수는 없다고 생각했다. 오판이었다.
SR 좌파 당원이자 체카 소속인 드미트리 이바노비치 포포프가 이끄는 분견대가 주요 병력이었다. 1,800 여명의 혁명군이 크레믈린을 포격하고 전화 교환국을 장악했다. 이후 이들은 이틀간 SR 좌파 중앙위원회의 명의로 SR 좌파가 권력을 잡았으며 그들의 행동은 모든 국민에게 환영받았다는 내용의 선언문과 전보를 송신했다. 제5차 소비에트 대회는 내각에게 이 반란을 즉시 진압할 것을 지시했고, 대회장의 SR 좌파 의원들은 체포되었다.
SR 좌파는 페트로그라드, 볼로그다, 아르자마스, 무롬, 야로슬라블, 벨리키우스튜크, 리빈스크 등의 도시에서 반란을 일으켰다. SR 당원이었던 동부전선 사령관 미하일 아르테몌비치 무라비오프는 SR 좌파가 모스크바를 장악했다는 전보를 받고 독일군을 공격하겠다며 심비르스크를 점령, SR 혁명군을 지원하기 위해 모스크바로 병력을 진군시켰다.
SR의 보리스 사빈코프는 이 봉기를 지원하기 위해 프랑스의 지원을 받아냈다고 주장했지만 미어바흐 백작의 암살에 관한 책임이 자신들에게 있다고 주장하지는 않았다.
레닌은 니즈니노브고로드에서 일어난 시민 봉기에 대하여 “대중 테러를 도입”하라는 전보를 보냈고, 군대가 식량을 징발해 가는 것에 대해 항의하는 펜자의 농민들을 “분쇄하라”고 지시했다. 각각 1918년 8월 9일과 10일에 있던 일이었다.
《공산주의의 흑색서》에는 레닌이 니즈니노브고로드 소비에트 집행위원회 의장에게 보낸 8월 9일자 전신 내용이 소개되어 있다. 레닌은 “3두 독재(동무 당신, 마르킨, 그리고 다른 아무나)를 형성하여 대중 테러를 도입할 것이며 병사들에게 술을 제공하는 창녀들, 전직 장교들 등을 사살하거나 강제이주시키시오. 지금은 패배가 용납되지 않는 시점이며, 대규모 보복을 포함한 결연한 행동을 취해야 할 것이오. 무기를 가진 것이 발견된 사람은 누구든 그 자리에서 처형하시오. 멘셰비키를 비롯한 의심스러운 분자들에 대한 대규모 강제이주를 실시하시오.”라고 했고, 그 다음날 펜자 소비에트 중앙집행위원회에 보낸 전보의 내용도 비슷했다.
SR 좌파의 봉기는 볼셰비키를 제외한 마지막 대형 정당인 SR 좌파에 대한 탄압으로 돌아왔고, 그 결과 볼셰비키의 1당 독재가 시작되었다. 그러나 탐보프 반란, 노동자 반대파, 크론시타트 반란 등의 봉기가 계속 뒤따랐다.

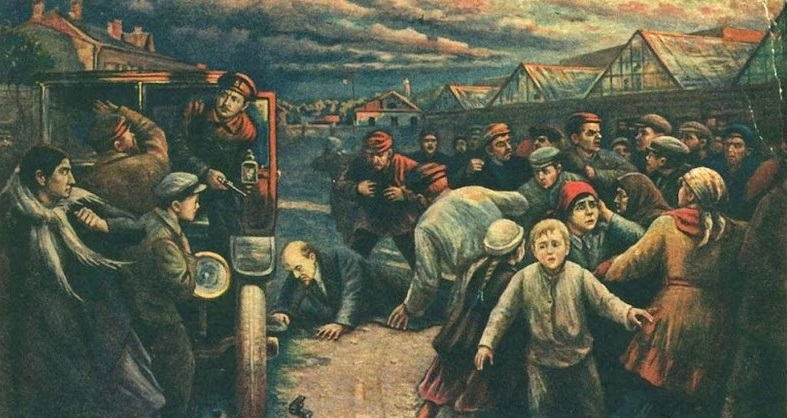
블라디미르 프첼린이 그린 레닌 암살 미수장면.

SR은 제국 시절부터의 장기인 암살로 탄압에 저항했다. 1918년 8월 30일 아침, 사빈코프의 당여인 SR 당원 레오니트 칸네기세르가 페트로그라드 체카 지부장 모이세이 우리트스키를 암살했다. 같은 날 파니 카플란이 레닌의 암살을 시도했다. 레닌은 목에 총알을 맞고 겨우 살아났지만 이 부상은 그가 말년에 일으킨 뇌졸중의 원인이 되었다. 풍을 맞은 레닌은 자리보전하느라 스탈린이 후계 자리를 삼키는 것을 막지 못했다.
1918년 9월 5일, 체카는 SR을 비롯한 비볼셰비키 좌파 야당들, 특히 아나키스트들에게 레닌 암살기도의 책임을 돌리고 적색테러를 행하기 시작했다.

## 멘셰비키의 봉기

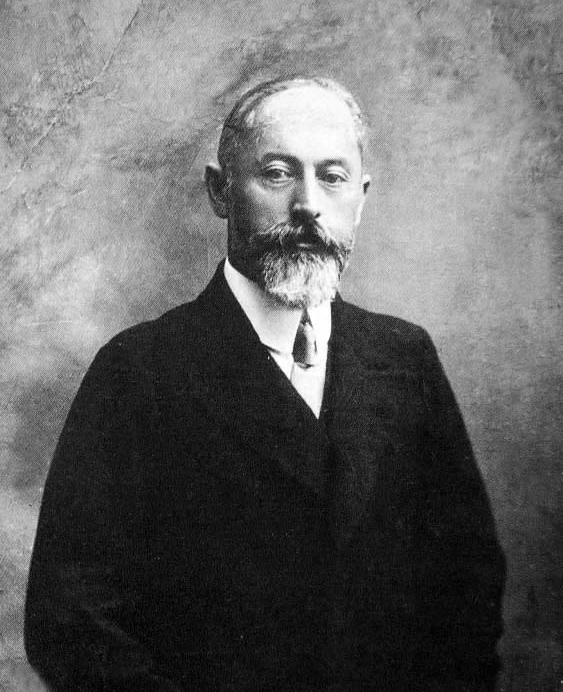
노에 조르다니아

한편 멘셰비키는 조지아를 장악하여 1918년 조지아 민주공화국을 선포하고 노에 조르다니아가 수반이 되었다. 이들은 독일 제국 및 독일이 망한 뒤에는 영국이 콜차크나 안톤 데니킨 같은 백군 장군들을 지원하기 위해 자신들을 거쳐가는 것을 허용했다. 조지아의 멘셰비키들은 볼셰비키들을 탄압하고 오세티야, 압하지야 등 소수민족에 대한 잔학행위를 벌였다. 또한 아제르바이잔과 아르메니아 영토에 대한 영유권을 주장하며 아르메니아와 전쟁을 시작했다. 조지아는 1921년 2월 25일 볼셰비키에 의해 무력 탈환되었다. 레닌은 조지아 지식인과 소상공인들과의 관계 양해 및 조르다니아를 비롯한 조지아 멘셰비키들과의 연정을 권유했다. 이후 멘셰비키들에 대한 사면은 이루어졌지만 연정 따위는 이루어지지 않았다. 어쨌거나 멘셰비키 지도부는 프랑스 파리로 도망갔다.

## 사회주의혁명당의 몰락
코무치는 체코슬로바키아 군단을 지지했고 볼가강-카마 강에 이르는 지역 대부분을 손에 넣었다. 그러나 시베리아와 우랄의 대부분 지역은 소수민족, 카자크, 군벌, 우파 자유주의 성향의 지방정부들 등으로 누더기 같은 상태였고 이들 집단은 코무치와 지속적인 충돌을 일으켰다. 그래도 코무치는 1918년 8월까지 정상 기능하면서 의원이 90명으로 늘어났다. 이후 1918년 9월 상황이 가능해졌을 때 제헌의회를 복구하는 것을 최종 목적으로 삼는 임시 전러시아 정부(PA-RG)가 만들어져 볼가 강에서 태평양에 이르는 지역의 모든 반볼셰비키 지방정부를 대표했다. PA-RG가 만들어진 이후 코무치는 실권이 없어졌지만 PA-RG는 코무치에 대한 지지를 약속했다.
사회주의혁명당 중앙위원회는 처음에는 이 약속을 받아들였다. 당시 SR 중앙위원회는 당내 우파인 니콜라이 압크센티에프와 블라디미르 젠지노프가 대표했고 PA-RG에 당원 다섯 명을 보내기도 했다. 그러나 1918년 9월 19일 사마라에 도착한 빅토르 체르노프는 PA-RG가 너무 보수적이고 거기서 SR이 할 수 있는 권한이 너무 작다고 생각했고 PA-RG에 대한 지지를 철회하도록 중앙위원회를 설득했다. 그 결과 PA-RG는 정치적으로 허공에 떠 버렸고 두 달 뒤인 1918년 11월 SR-멘셰비키의 임시정부는 쿠데타로 전복당한다. 11월 16일 옴스크로 돌아온 알렉산드르 콜차크가 새로운 최고지도자가 되었고 콜차크는 스스로를 제독으로 승진시켰다. 11월 18일 아타만 I. N. 크라실니코프가 이끄는 카자크들이 지도부의 SR 당원들을 체포했다. 나머지 내각 각료들은 콜차크를 정부수반으로 추대하고 그에게 독재적 권력을 부여했다. 체포당한 SR 당원들은 시베리아에서 추방되어 유럽으로 간다. PA-RG가 이렇게 망하고 나자 체르노프는 볼셰비키와 우파 백군에게 모두 반대하는 "제3의 길"을 조직했다. 그러나 스스로를 하나의 독립된 세력으로 만들려는 SR의 시도는 실패했고 언제나 분열적이었던 SR은 무너지기 시작했다. SR 우파의 압크센티에프와 젠지노프는 콜차크의 허가 하에 외국으로 떠났고, SR 좌파 일부는 볼셰비키에 투항했다. 러시아 국내에 남은 SR 지도부는 콜차크에게 궐석으로 사형을 선고했다. 체르노프는 콜차크의 축출을 꾀하여 1918년 12월 22일 옴스크에서 봉기를 일으켰다. 봉기는 카자크들에 의해 진압되었고 거의 500명이 처형당했다.
1919년 1월 SR 중앙위원회는 볼셰비키가 백군에 비하면 그나마 차악이라고 보고 볼셰비키에 대한 무장 투쟁을 포기했다. SR은 볼셰비키와 협상을 시작했고 1919년 2월 SR 인민군이 노농 적군에 참여했다. 2월 25일 VTsIK는 반혁명 행위를 계속 직간접적으로 지지한 자들을 제외한 SR 당원들을 다시 받아들였다.
그러나 유화책을 실시하는 동시에 탄압도 계속되어 아스트라한에서는 파업을 일으킨 노동자 및 병사들 수백 명 바지선에 태워져다가 목에 돌이 매달린 채 볼가강에 밀어넣어져 수장당했다. 1919년 3월 12일에서 14일 사이에 2천 명에서 4천 명이 사살되거나 수장당했다. 또한 부르주아들도 600명에서 1천 명가량 죽은 것으로 생각된다. 최근 발견된 문서들은 따르면 여기서 발생한 학살이 크론시타트 반란 이전에 볼셰비키가 노동자들에게 행한 최대 규모의 학살임을 시사한다.
1919년 3월 16일 체카가 푸틸로프 공장에 들어닥쳐 파업 노동자 900 명 이상이 체포되었다. 그 중 200명 이상이 재판 없이 처형당했다. 1919년 봄 툴라, 오룔, 트베르, 이바노보, 아스트라한 등지에서 수많은 파업이 벌어졌다. 굶주리던 노동자들은 적군 병사들에게 지급되던 식량을 요구함과 동시에 공산당원의 특권 폐지, 언론의 자유, 자유 선거를 요구했다. 체카는 이 모든 파업을 체포와 처형을 동원해 무자비하게 진압했다.
볼셰비키는 SR 중앙위원회가 모스크바에서 재건되어 1919년 3월 당보를 재발행하기 시작한 것을 일단 내버려 두었다. 볼셰비키의 8차 당대회가 끝난 뒤 SR은 이번에는 3개 파벌로 분열되었다. 하나는 친볼셰비키였고 하나는 친백군이었고 다른 하나는 볼셰비키와 백군에 모두 반대하는 파벌로 체르노프가 이끌었다. 이를 핑계로 SR에 대한 탄압이 다시 개시되어 SR 중앙위원회 위원들이 체포당했다. 이 시점 이후로 체카는 빈번하게 다른 당 지도부를 체포하기 시작했고 이는 볼셰비키 이외의 합법 정당의 활동 자체를 어렵게 만들었으며 또한 타당의 당원 명부 등 문서 대부분이 볼셰비키의 손에 넘어가게 되었다. 체르노프는 지하로 숨어들었다가 결국 러시아를 떠났다.
체포된 SR 중앙위원회 위원들은 1922년 6월 8일 재판에 넘겨졌다. 피고 34명 중 극소수가 무죄, 14명이 사형, 나머지는 길고 짧은 징역형이 선고되었다.

## 아나키스트의 봉기

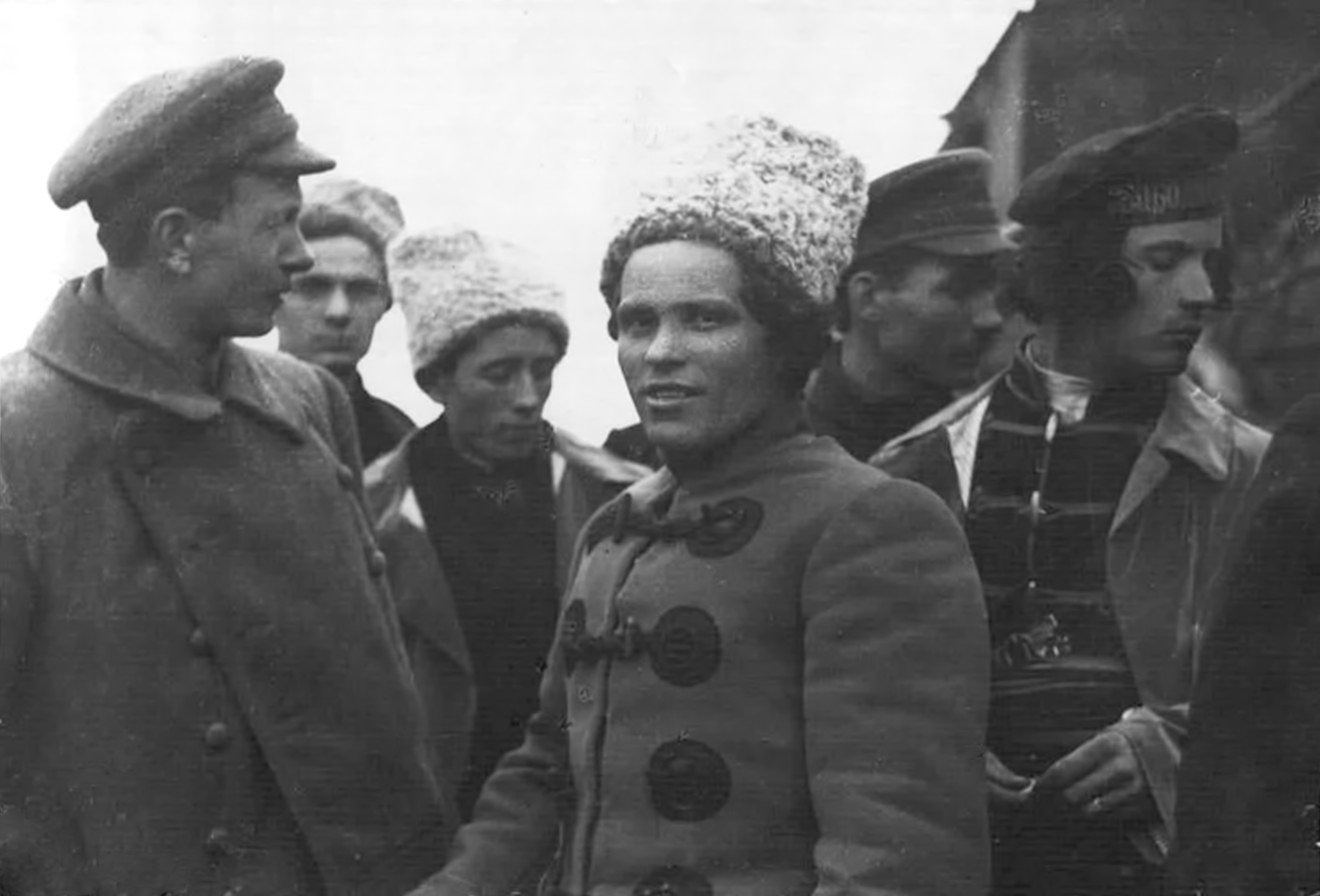
시몬 카레트니크, 네스토르 마흐노, 페디르 슈추스.

아나키스트이자 과거 적군 지도자였던 네스토르 마흐노는 흑위대 및 그 후신인 우크라이나 혁명반역군을 조직하고 1919년 우크라이나 남부 및 크림반도를 장악했다. 마흐노의 흑군은 일단 백군이 거악이라는 인식하에 볼셰비키와 적군을 도와 싸웠고 백군을 패배시키는데 상당한 기여를 했다. 그러나 볼셰비키가 보기에 이들 아나키스트들은 볼셰비키가 독점한 정치운동에 있어 이질적인 존재들이었다. 우크라이나 아나키스트들 역시 1918년 5월 이래로 체카와 적군이 체포, 구금, 처형 등의 수단으로 아나키스트 해방구들에 대한 공격을 행했기에 적군을 불신하기는 마찬가지였다.
마흐노는 모스크바와는 독립적인 “자유 노동자-농민 소비에트”를 지지한다고 밝혔다. 농촌 아나키스트였던 마흐노는 볼셰비키를 인민들과 더 이상 소통하지 않는 도시 독재자들로 간주했고 볼셰비키가 통제하는 비밀경찰 체카 및 그와 유사한 강제적 권위 및 징계기관들에 반대했다. 마흐노는 “표현, 언론, 집회, 결사의 자유”를 주장했고, 그 실천으로서 "아나키스트 혁명군사평의회" 및 "아나키스트 집단 연합의회"(NABAT)가 자신들이 장악한 마흐노우슈치나의 사실상 정부로 기능하면서도 지역 농민들의 자치를 허용했다. 흑군 역시 강제징집이나 약식처형을 사용하기는 마찬가지였지만 적군만큼 광범위한 규모로 이루어지지는 않았다. 흑군이 장악한 지역에서는 모든 정당이 금지되었고(, 119), 볼셰비키의 체카와 마찬가지로 라제드카와 코미시야 프로티마흐보브스키흐 델이라는 비밀경찰이 운영되었다.
볼셰비키 중앙위원회의 일부 위원들은 마흐노의 자유지상주의적 해방구 실험을 허용할 생각도 했지만, 정부수반인 레닌 및 군부수반인 트로츠키는 격렬히 반대했다. 백군이 격퇴되자 트로츠키는 마흐노의 아나키스트 흑군에 대한 공격을 명령했다. 적군의 흑군에 대한 공격이 멈춘 것은 백군이 기세를 회복해서 적군을 다시 위협했던 잠깐 기간 뿐이었다. 1920년 모스크바의 지령을 받은 체카는 마흐노를 암살하기 위해 공작원 두 명을 파견했다. 크림에서 최후의 백군 장군 브란겔이 패배하자 트로츠키는 그 즉시 마흐노주의 동조자들에 대한 대량 처형을 명령했고, 1920년 11월 마흐노의 휘하 사령관들 및 마흐노의 참모부에 대한 총체적 청산이 뒤따랐다. 1921년 8월이 되면 마흐노와 흑군 잔당들은 결국 우크라이나를 떠나 망명길에 올랐고 마흐노는 프랑스에서 노동자로 살다가 1934년 결핵에 걸려 굶어 죽었다.

## 기타 봉기

### 노동자 반대파

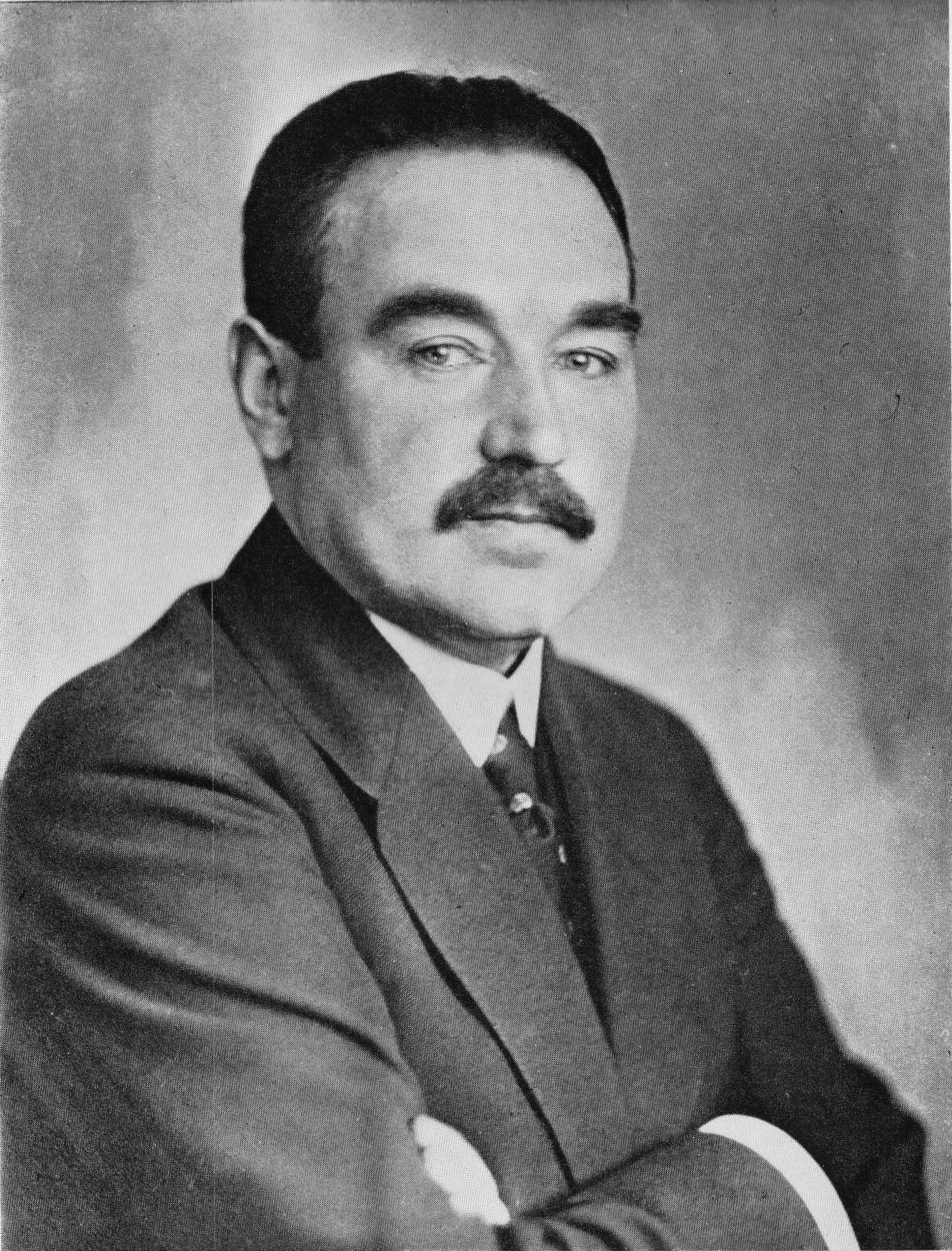
알렉산드르 실랴프니코프

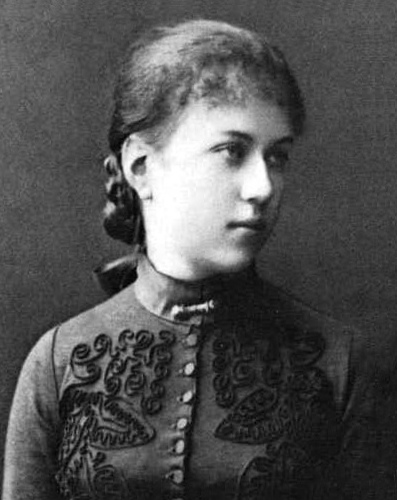
알렉산드라 콜론타이

본래 멘셰비키 출신이었던 알렉산드라 콜론타이는 공산당의 당내 비판자로 점차 떠오르게 되었고 그 당여로 알렉산드르 실랴프니코프가 참여하면서 이들은 소위 노동자 반대파이라고 일컬어지는 당내 좌파를 이루게 되었다. 노동자 반대파는 다른 좌파 반란자들과 비슷한 요구를 했으나 볼셰비키 내각을 지지하고 폭력적 봉기가 아닌 평화적 수단을 사용하고자 했다. 노동자 반대파는 좌파 반란을 분쇄하는 것을 적극적으로 지지하지 않았다. 크론시타트 반란이 진압된 이후 레닌은 당의 적들은 분열을 획책하고 있으며 당은 더욱 하나로 뭉쳐야 한다고 주장했다. 그 결과 노동자 반대파를 비롯한 다른 당내 파벌들은 해산당했지만 유화책으로서 노동자 반대파 및 민주중도파의 지도자들을 새 당 지도부에 포함시켰다.

### 튜멘 반란
1921년 1월에는 내전이 시작된 이래 최대 규모의 봉기가 터졌다. 봉기자들은 철도를 막고 토볼스크, 수르구트, 베레조보, 살레카르드를 장악하고 이심에 들ㄹ이닥치면서 튜멘의 4 킬로미터 정도를 손에 넣었다. 반란자들과 진압자들 모두 전례에 없는 흉포함을 보였고, 적군 정규군은 장갑열차, 전함 등을 동원하여 1922년 마침내 반란을 분쇄시켰다.

### 크론시타트 반란
크론시타트 반란은 사회주의혁명당원 스테판 페트리첸코가 이끌었다. 처음에는 시위 수준이었던 것이 페트리첸코가 볼셰비키가 시위 참여자 전원을 체포할 것이라는 소문을 퍼뜨리면서 전면적 반란으로 비화하게 되었다. 반란자들은 지역 소비에트의 자유 선거와 곡물 징발 중지를 요구했다.
사회주의혁명당, 멘셰비키, 반체제적 공산주의자, 아나키스트 등이 반란을 지지했다. 하지만 지역 주민들과 지역 아나키스트 조직 일부는 반란에 반대했다. 많은 군함들이 중립을 표방하거나 볼셰비키에 붙었고, 각 군함 안에서도 장교들과 수병들 사이에 분쟁이 일어났다. 대개 장교들은 반란을 지지하고 수병들은 반대했다.

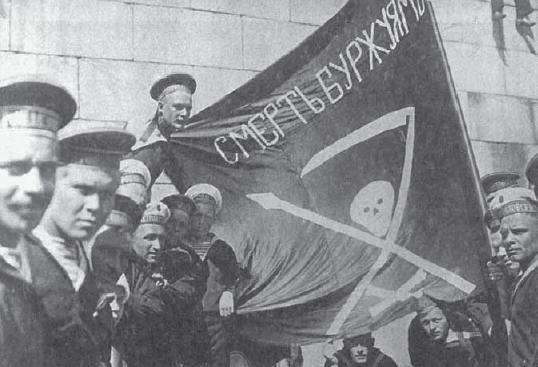
헬싱키에 정박한 전함 페트로파블롭스크 수병들이 "부르주아에게 죽음을"이라는 아나키스트 흑기를 들어보이고 있다.

백군의 표트르 브란겔 장군은 부하를 적십자 직원으로 가장하여 크론시타트 반란에 잠입시켰고 반란에 대한 지원을 약속했다. 볼셰비키는 백군이 반란을 지지하며 개입할 여지가 있음을 위험시했고 반란을 분쇄했다.
크론시타트 반란이 진압된 뒤 페트리첸코는 생존한 반란 가담 수병들을 데리고 핀란드로 망명해 거기서 브란겔에게 다음 내용들을 요구해 약속을 받아냈다.
1. 모든 토지를 농민들에게
2. 노동자들의 자유 노조활동
3. 변경 국가들의 완전한 독립
4. 크론시타트 망명자를 위한 행동의 자유
5. 모든 군복에서 어깨장식 제거
6. "모든 권력을 당이 아닌 소비에트로" 구호의 유지

물론 브란겔에게 이런 약속을 진심으로 지킬 생각은 없었을 것이다.

### 여러 자잘한 반란들
1922년 마침내 반란이 잦아들기 전까지 수많은 공격 및 암살 시도들이 있었다. 대부분의 공격을 SR 좌파가 조직하고 아나키스트들도 참여했으며, 일부는 아나키스트들이 계획해서 실행하기도 했다. 이런 반란의 주요 인물인 레프 초르니와 파냐 바론은 모두 아나키스트였다.

## 결과
좌파들의 반란이 진압되면서 모든 경쟁 사회주의 정당 및 아나키스트들은 탄압당했다. 볼셰비키는 신경제정책을 도입하면서도 일당 독재로 나아갔다. 멘셰비키는 붕괴하여 그 지도자인 마르토프는 바이마르 공화국에서 몸져 누웠다가 1923년 사망했다. SR 좌파는 1922년 정당으로서는 붕괴했고 이후 1925년까지 작은 세포들로 존속했다.

## 후일담
1937년 스탈린이 정적들을 숙청한 모스크바 공개재판 당시 트로츠키, 카메네프, 지노비예프가 SR 좌파의 반란에 연루되었다는 뜬금없는 진술이 나왔다.

## 같이 보기
- 반레닌주의

## 참고자료
- Carr, E.H. (1985). The Bolshevik Revolution 1917-1923. W. W. Norton & Company.